# اتحاد كرواتيا لكرة القدم
تأسس الاتحاد الكرواتي لكرة القدم في عام 1912م وانضم إلى الاتحاد الدولي لكرة القدم في 1941م وانضم إلى الاتحاد الأوروبي لكرة القدم في 1992م.